# Egon Lerch
Egon Lerch (Trieste, 19 giugno 1886 – Venezia, 8 agosto 1915) è stato un militare austro-ungarico particolarmente distintosi nel corso della prima guerra mondiale come comandante del sottomarino U-12, venendo fu decorato con la Medaglia d'onore al valor militare in oro, la Croce di Cavaliere dell'Ordine imperiale di Leopoldo con decorazioni di guerra e spade, e la Croce di Ferro di seconda classe tedesca.

## Biografia

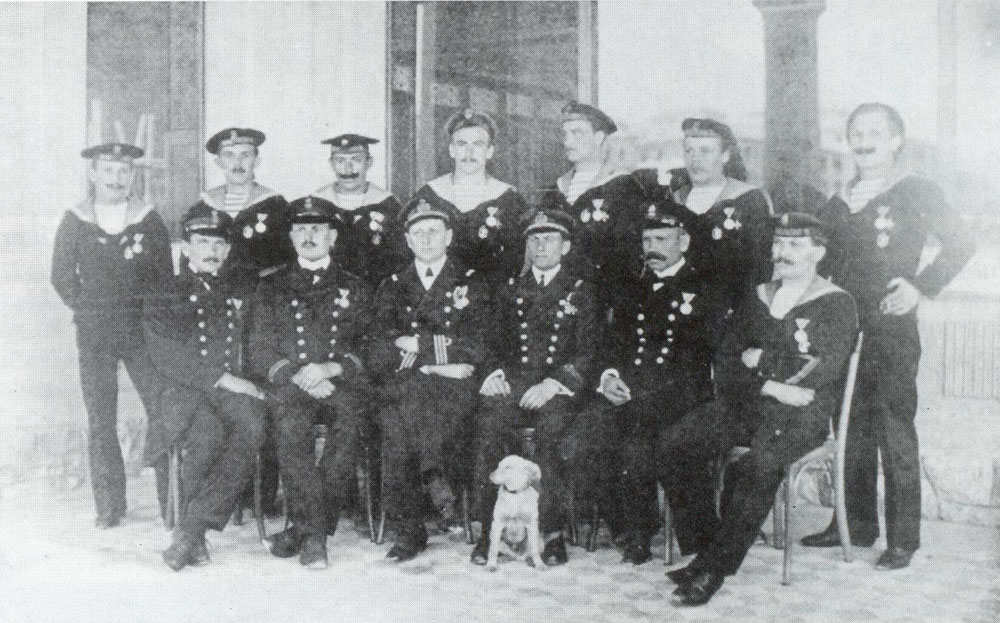
L'equipaggio dello U-12 dopo essere stato decorato a bordo della nave da battaglia Monarch il 28 agosto 1915. Il Linenschiffleutnant Egon Lerch e il terzo seduto, da sinistra.

Nacque a Trieste il 19 giugno 1886, figlio di Richard, un ufficiale della k.u.k. Kriegsmarine che in seguito raggiunse il grado di ammiraglio. Dopo aver conseguito il diploma presso la scuola secondaria militare inferiore di Güns nel 1900 entrò nell'Accademia navale (Marineakademie) di Fiume da cui uscì nel 1904 come guardiamarina. 
Cadetto nel 1907, dopo aver compiuto vari imbarchi su unità di superficie il 1 novembre 1908 fu nominato Fregattenleutnant. Tra il 1908 e il 1909 portò a termine un corso per ufficiale sommergibilista ed esperto nell'uso dei siluri, venendo assegnato in servizio presso la Stazione di Pola nell'ottobre 1909. Per aver salvato da sicuro annegamento a Fiume un marinaio italiano, il 1 marzo 1911 fu insignito della Medaglia d'argento al valor di marina.  Dopo aver prestato servizio sul sommergibile U-5, il 6 dicembre 1912 si trasferì sullo U-6, e divenuto Linenschiffleutnant 1º gennaio 1913, il 30 agosto dello stesso anno assunse il comando della torpediniera TB-16.
Dopo lo scoppio della prima guerra mondiale, il 21 agosto 1914 gli fu assegnato il comando del nuovissimo sommergibile U-12 con cui partì per effettuare la sua prima missione di guerra. Il 21 dicembre attaccò nel canale d'Otranto la nave da battaglia francese Jean Bart, nave di bandiera del comandante della flotta ammiraglio Augustin Boué de Lapeyrère con due siluri di cui uno andò a segno a prua, ma la compartimentazione resse e la nave poté essere salvata e raggiunse con qualche difficoltà l'isola di Malta per le prime riparazioni. Tale attacco colpì le autorità navali francesi che arrivarono a ritirare la loro flotta dal Mare Adriatico.  Essendo l'amante della principessa Elisabetta Maria d'Asburgo-Lorena, detta Erzsi, nipote dell'imperatore Francesco Giuseppe I, e figlia dell'ex arciduca ereditario Rodolfo, egli aspirava alla concessione della Croce di Cavaliere dell'Ordine militare di Maria Teresa, che gli avrebbe consentito di ricevere un titolo nobiliare e di aspirare alla mano della principessa. L'attacco lo rese famoso negli ambienti della k.u.k. Kriegsmarine, ma il Flottenkommandant ammiraglio Anton Haus, lo propose solo per la concessione della Croce di Cavaliere dell'Ordine imperiale di Leopoldo con decorazioni di guerra e spade e inoltre ottenne la Croce di Ferro di seconda classe tedesca. Rientrato a Pola l'U-12, su sua richiesta, fu potenziato nell'armamento con l'installazione di due tubi supplementari lanciasiluri da 450 mm all'esterno dello scafo.
Nel febbraio 1915 l'U 12 si portò davanti alle coste del Montenegro dove, di fronte ad Antivari, fu attaccato con il lancio di due siluri da un sommergibile francese, e una volta schivati contrattaccò lanciandone a sua volta altri due che andarono a vuoto ma costrinsero l'unità nemica ad allontanarsi ad alta velocità. 
Lo U-12 rientrò a Cattaro dopo aver catturato due velieri montenegrini e in quella base, il 28 marzo 1915, l'intero equipaggio fu decorato a bordo della corazzata Monarch. Tre giorni dopo l'U-12 salpò nuovamente, e in quella crociera offensiva fermò e catturò cinque trabaccoli montenegrini che furono poi rimorchiati a Cattaro. 
Il 28 maggio 1915, all'altezza di Capo Salvore, avvistò un piroscafo che navigava oscurato e che quindi, ritenuto nemico, fu immediatamente attaccato senza alcun preavviso, causando la morte di 22 persone con solo due superstiti, con il lancio di due siluri. Si trattava del piroscafo greco Virginia da 1.065 tonnellate, appartenente a una nazione neutrale, e che per di più era stato fermato e controllato due giorni prima dal sottomarino U-5 e lasciato libero di proseguire. Tale gravissimo incidente fu volutamente ignorato dalle autorità austro-ungariche.
Sempre deciso ad essere insignito della Croce di Cavaliere dell'Ordine militare di Maria Teresa concepì un audace piano per penetrare all'interno della base navale di Venezia con il suo sottomarino, al fine di attaccare le unità navali italiane ivi presenti.  Dopo aver effettuato alcune riparazioni a Pola, con lo U-12 si portò a Trieste da dove salpò il 7 agosto 1915.
L'8 agosto mentre tentava di forzare le ostruzioni che impedivano l'accesso alla rada, lo U-12 colpì in immersione una mina appartenente al campo minato "G" vicino a Malamocco e affondò rapidamente, senza alcun superstite tra i membri dell'equipaggio.  Le autorità italiane furono informate dell'avvistamento di una colonna d'acqua alzatasi dalla superficie che faceva pensare all'esplosione di una mina, e una volta accertata la presenza del sommergibile affondato decisero di recuperarlo, cosa che avvenne in gran segreto nel dicembre 1916. I resti mortali dell'equipaggio vennero seppelliti il 18 gennaio 1917 nel cimitero dell'isola di San Michele, e il battello fu identificato anche grazie al ritrovamento della Medaglia d'argento al valor di marina che riportava il nome di Egon Lerch e la data di assegnazione.  Nel 1921 il Capitolo dell'Ordine militare di Maria Teresa lo insignì della Medaglia d'onore al valor militare in oro per ufficiali.

### Annotazioni
1. ↑  L'ammiraglio Haus gli rimproverava di non aver condotto un secondo attacco che poteva rivelarsi decisivo, ma il suo comportamento nell'azione fu difeso dal comandante della flottiglia sommergibili (7 navi), il capitano di corvetta di Zagabria Franz Anton Aloys von Thierry.
2. ↑  Tenne nascosto ai suoi superiori la sua intenzione di forzare il porto di Venezia, e confidò tale idea al suo amico pilota Goffredo de Banfield che gli indicò la rotta che egli riteneva più sicura.

### Fonti
1. 1 2 3 4 5  U-Boat.
2. 1 2 3 4  Österreichisches Biographisches Lexikon 1815–1950, 1970, p. 150.
3. ↑  Gogg 1974, p. 37.
4. ↑  Gogg 1974, p. 70.
5. 1 2  Goll 2014, p. 219.
6. 1 2 3 4 5  Zagnoni 2009, p. 78.
7. ↑  Gogg 1974, p. 71.
8. 1 2  Halpern 2009, p. 120.
9. ↑  Goll 2014, p. 222.
10. ↑  Goll 2014, p. 223.
11. 1 2 3  Zagnoni 2009, p. 77.
12. ↑  Halpern 2009, p. 283.